# Арасамахі
Арасамахі (рос. Арассамахи) — село Акушинського району, Дагестану Росії. Входить до складу муніципального утворення Сільрада Нахкінська.
Населення — 29 (2010).

## Населення
За даними перепису населення 2002 року в селі мешкало 38 осіб. В тому числі 16 (42,11 %) чоловіків та 22 (57,89 %) жінок.
Переважна більшість мешканців — даргинці (100 % від усіх мешканців). У селі переважає сирхінсько-тантинська мова.